# Toys - Giocattoli
Toys - Giocattoli (Toys) è un film del 1992 diretto da Barry Levinson.
Presentato nel corso della 43ª edizione del Festival di Berlino, fu un grosso flop all'epoca della sua uscita al cinema, fallendo al box office nonostante il cast prestigioso.
Nello specifico Levinson fu criticato per l'inconsistenza della trama, ricevendo inoltre una candidatura ai Razzie Awards come peggior regista. Tuttavia il film ebbe anche due candidature agli Oscar nelle categorie migliore scenografia e migliori costumi.
Il film segna il debutto sugli schermi di Jamie Foxx.

## Trama
Prossimo a morire, Kenneth Zevo, responsabile della ditta di giocattoli ZEVO TOYS, cede le redini a suo fratello Leland, ritenendo che i figli Leslie e Alsatia, adulti ma infantili, non siano ancora maturi per dirigere l'azienda. Tuttavia Leland è un generale dell'esercito e la sua cultura militarista non tarda a farsi sentire sull'ambiente un tempo festoso della ZEVO TOYS: istituisce un sistema di sicurezza che include guardie armate capitanate da suo figlio Patrick e requisisce una parte dello spazio della ditta "per sviluppare delle idee", ma tiene segreti i suoi progetti a Leslie e Alsatia. Infatti, dopo aver tentato inutilmente di far produrre giocattoli da guerra, il generale Zevo ha l'idea di fabbricare delle armi della grandezza di un giocattolo (come aerei e carri armati giocattolo), ritenendo ciò una miglioria sia dal punti di vista pratico che economico.
Nonostante il rifiuto dell'alto comando dell'esercito americano ad attuare il suo progetto, il generale continua nella fabbrica a far segretamente produrre la sua "piccola grande armata"; le sue manie di potere crescono progressivamente e i suoi comportamenti insospettiscono Leslie. Questi, assieme ad Owen Owens (il dirigente dell'azienda), indaga sui movimenti del generale, scoprendo dei bambini addestrati a pilotare dei veicoli bellici usando dei videogiochi e una vasca dove si trova una creatura creata geneticamente, il "maiale marino" (i progetti del generale includono anche la creazione di tale mostro). Le precipitose e fasulle spiegazioni del generale non convincono Leslie. Poco dopo Patrick, che da tempo disapprovava i progetti del padre, rivela a Leslie, Gwen Tyler (la fidanzata di Leslie), Owen e Alsatia, i piani del generale.
I cinque penetrano di notte nella sede della ZEVO, decisi a disattivare le armi, ma il generale Zevo e le sue guardie si accorgono dell'intrusione. Dal suo ufficio, il generale attiva il sistema di sicurezza, e con esso i "carri tommy" e gli "elicotteri rimbombanti", frutto dei suoi progetti, incurante di avere a che fare con il figlio e i nipoti. Patrick viene ferito da un piccolo carro armato, mentre Owen, Leslie, Alsatia e Gwen si rifugiano in un magazzino dove sono accumulati i vecchi giocattoli. I piccoli carri armati e gli elicotteri a scala ridotta stanno per penetrare nel magazzino e Leslie decide di improvvisare un esercito con i vecchi giocattoli: questi, una volta tirata loro la corda avanzano nel campo in una lotta impari contro i carri armati del generale. Leslie approfitta della mini-battaglia in corso per fuggire dal magazzino e correre verso l'ufficio del generale. Quest'ultimo attiva il maiale marino, ma Leslie riesce a penetrare nel suo ufficio usando come velivolo improvvisato un aereo retto da dei fili usato nelle recite natalizie. In precario equilibrio sull'aereo, Leslie sfonda la vetrata dell'ufficio di suo zio e quest'ultimo si aggrappa al veicolo.
I due cominciano a lottare, ma un missile lanciato da un elicottero colpisce il computer centrale che controllava le armi giocattolo, che vengono così disattivate; l'aereo su cui Leslie e il generale combattono a mani nude si schianta a terra. Il generale, rimasto in balia di Leslie e Patrick, tenta la fuga ma viene ferito dal maiale marino, che subito prima aveva colpito Alsatia, rivelando la sua identità di robot; successivamente Leland viene ricoverato in una casa di cura, dove guarisce dalle sue manie di potere, mentre Leslie prende il comando dell'azienda.
Il film si conclude con il ritorno alla pace della ZEVO TOYS, con Leslie ancora insieme a Gwen, Alsatia riparata e Patrick che parte per la sua prossima missione militare.

## Produzione
La giacca parlante indossata da Robin Williams è stata inventata da Giancarlo Giannini, accreditato nei titoli di coda. In una intervista ha dichiarato: "È una giacca speciale che canta e parla in varie lingue, compreso il giapponese. A seconda dei movimenti di chi la indossa, la giacca reagisce in varie maniere, tutte sorprendenti. L'ho inventata io, l'ho fabbricata personalmente per la Fox su disegno del costumista premio Oscar, Scarfiotti. Per farla ho impiegato 6 giorni, 6 notti e un centinaio di pacchetti di sigarette".

## Critica e accoglienza
Il film debuttò nelle sale il 18 dicembre 1992. Toys, che ha un indice di gradimento del 26% sul sito web Rotten Tomatoes, giudizio basato su 23 recensioni, ricevette recensioni generalmente negative da parte della critica e fu un insuccesso di pubblico incassando solamente 21 milioni di dollari negli Stati Uniti, recuperando meno della metà del budget stanziato per esso. Molti critici rimasero impressionati dall'aspetto visivo dell'opera, ma rimarcarono il fatto di come tale effetto andasse del tutto sprecato e passasse in secondo piano rispetto ad una storia così assurda e senza senso.
Vincent Canby del New York Times definì la pellicola "un magnifico disastro, una fantasia caotica ambientata in un luogo surreale". Owen Gleiberman dell'Entertainment Weekly assegnò al film una F, scrivendo: "Toys non è esattamente un film, è un ammasso di set in attesa che i personaggi si facciano vedere". Kenneth Turan del Los Angeles Times scrisse che a rendere l'insuccesso del film "ancora più triste" era la sensazione che tutti quelli coinvolti in esso fossero convinti di star girando un capolavoro. Peter Travers della rivista Rolling Stone definì Toys "pretenzioso, banale e noioso".

## Riconoscimenti
- 1993 - Premio Oscar
  - Candidatura come migliore scenografia a Ferdinando Scarfiotti e Linda DeScenna
  - Candidatura come migliori costumi ad Albert Wolsky
- 1993 - Festival internazionale del cinema di Berlino
  - Candidatura come Orso d'oro a Barry Levinson
- 1993 - Razzie Awards
  - Candidatura come peggior regista a Barry Levinson